# The Walls Have Ears
The Walls Have Ears es un álbum en directo de la banda Sonic Youth grabado en 1985 y publicado en vinilo 2x12" en 1986.
Las canciones 1-8 fueron grabadas el 30 de octubre en Londres; la canción 9, el 8 de noviembre en Brighton Beach; y las canciones 10-17, el 28 de abril del mismo año, también en Londres.

## Lista de canciones
1. "C.B." (intro)
2. "Green Light"
3. "Brother James"
4. "Kill Yr. Idols"
5. "Into the Groove"
6. "I Love Her All the Time"
7. "Expressway to Yr. Skull"
8. "Death Valley '69"
9. "Making the Nature Scene"
10. "Burning Spear"
11. "Death Valley '69"
12. "Speed JAMC"
13. "Ghost Bitch"
14. "The World Looks Red"
15. "Flower"
16. "Brother James"
17. "Kill Yr. Idols"